# Szépréthy Roland
Szépréthy Roland (született: Budapest, 1999. június 8.) magyar médiaszemélyiség, influenszer, a Mobilfox egykori reklámarca és a TV2 műsorvezetője.

## Élete
Szépréthy Roland 1999. június 8-án született Budapesten. Anyja: Szépréthyné Stein Henriett, apja: Szépréthy Zoltán. Egy férfi testvére van Szépréthy Zoltán. Kiskorában Nyíregyházán lakott és a Kodály Zoltán Általános Iskolában tanult. Tanulmányait később a Kölcsey Ferenc Gimnázium és Kollégiumban folytatta, ahol tanulmányai mellett egy McDonald’s gyorsétteremben végzett diákmunkát. Majd a Budapesti Gazdaságtudományi Egyetem külkereskedelmi karán tanult tovább. A TV2 Akadémián elvégezte a Műsorvezető és Szerkesztő-riporter szakmát. 2024-ben a Sztárbox második gálája egyik reklámjában tartott élő adásban kiderült, hogy együtt van Mihályfi Lucával, de a szenvedélyes kapcsolatuk hamar véget ért.

## Munkássága
Karrierjét gyerek színészként kezdte 2007-ben amikor a nagymamája közbenjárásával részt vett a Valahol Európában szereplőválogatásán, ahol szerepet kapott és Kuksiként láthatta őt a nyíregyházi Móricz Zsigmond Színház közönsége. 2009-ben a Tragédia című előadásban szerepelt a Kisfiú szerepében.
Később podcasteket gyártott R POD PODCAST néven, majd a három legjobb barátjával együtt reklámügynökséget alapított. Ezután a Mobilfox arca lett és szép lassan hatalmas követői tábort épített fel. 2024 őszén előkerült egy rejtélyes videó amiben "ellopta" a Mobilfox TikTok csatornáját, de végül tárgyalások során visszaadta.
2024 szeptemberében az a megtiszteltetés érte, hogy Kovács István mellett a Sztárbox kommentátora lett az RTL-en. A Sztárbox vége után lehetősége adódott az X-Faktor háttér műsorát vezetni és a döntő élő show-t megnyitni. 2025-ben átigazolt a TV2-höz és a Megasztár műsorvezetője lett Ördög Nóra mellett.

## Dream Dress
2024. november 13-án az [UNREAL]-lel közösen megalapította a saját elegáns, luxus szatén pizsama kollekcióját Dream Dress néven. A pizsama "újraértelmezi az álmodás határait" a divat és kényelem ötvözésével, lehetővé téve, hogy viselői "álmaikban járjanak", még ébren is.

## Műsorai
| Év    | Műsor     | Szerep             | Csatorna |
| ----- | --------- | ------------------ | -------- |
| 2024  | Sztárbox  | Kommentátor        | RTL      |
| 2024  | X-Faktor  | Háttér műsorvezető | RTL      |
| 2025– | Megasztár | Műsorvezető        | TV2      |

## Színházi szerepei
- 2007 – Valahol Európában – Kuksi[6]
- 2009 – Tragédia – Kisfiú[6]